# Euroz Dollaz Yeniz
Euroz Dollaz Yeniz è il primo album in studio del rapper estone Tommy Cash, pubblicato il 1º novembre 2014.
Il disco viene prodotto dal duo IC3PEAK (non accreditati), disponibile sulle piattaforme digitali.
Per promuovere l'album uscì anticipatamente il video del brano omonimo Euroz Dollaz Yeniz, in parte autobiografo – sognando di guadagnare tanto denaro e di guidare una Ferrari –, girato nella sua città natale post-sovietica Tallinn, diretto da Janar Aronija.

## Tracce
1. Leave Me Alone – 3:03
2. Tokyo Drift – 2:21
3. Euroz Dollaz Yeniz – 3:44
4. Diablo – 4:27
5. ProRapSuperstar – 3:12
6. Boy Butterfly – 2:29
7. Baba Yaga – 2:53
8. SugaSuga – 2:35
9. Moloko – 5:29

Durata totale: 30:13